# حسن منيمنة
حسن منيمنة هو سياسي وصحفي لبناني، عمل رئيسًا للجنة الحوار اللبناني الفلسطيني في الفترة ما بين نيسان 2014 وتشرين الثاني 2021، وشفل منصب وزير التربية والتعليم العالي في حكومة الرئيس سعد الحريري في الفترة ما بين 2009-2011.

## حياته وعمله
وُلد حسن في بيروت عام 1949، وهو مُتزوج من ندى عبد الواحد ولهما ثلاثة أولاد.
عندما كان حسن طالبًا في الجامعة اللبنانية انتُخِبَ رئيسًا لمجلس فرع طلاب كلية الآداب وعضوًا في الهيئة الإدارية لاتحاد طلاب الجامعة اللبنانية، وانتخب عضوًا في الهيئة التنفيذية لرابطة الأساتذة المتفرغين في الجامعة اللبنانية وتولى مسؤولية الإعلام فيها، كما تولى منصب نائب رئيس الجمعية اللبنانية للدراسات والبحوث التاريخية وشارك في عضوية العديد من اللجان التربوية لتحديث المناهج والأنظمة الداخلية وقانون جديد للجامعة اللبنانية.
عمل استاذًا ومدير لكلية الآداب والعلوم الإنسانية، كما عمل صحافيًا في عدد من الصحف والمجلات اللبنانية وعُيّن رئيساً لتحرير مجلة (أوراق جامعية) الصادرة عن رابطة الأساتذة في الجامعة اللبنانية، كما لهُ عدد كبير من المقالات الصحافية الثقافية والسياسية والتربوية في عدد من الصحف والمجلات اللبنانية، وشارك في أوراق عمل وأبحاث تاريخية في مؤتمراتٍ عربية ودولية.
في الفترة ما بين 9 نوفمبر 2009 حتى 13 يناير 2011 شغلَ حسن منصب وزير التربية والتعليم العالي في حكومة الرئيس سعد الحريري.
في نيسان 2014 وبناءً على المادة الأولى من القرار رقم 79/2014، الصادر عن رئيس مجلس الوزراء تمام سلام، عُيِنَ حسن منيمنة رئيسًا للجنة الحوار اللبناني الفلسطيني.